# Donauinsel
La Donauinsel (Île du Danube) est une île longue et étroite située à Vienne en Autriche construite entre 1972 et 1988. Elle se trouve entre le Danube et le canal appelé Neue Donau (« Nouveau Danube »). L'île mesure 21,1 km de long mais mesure seulement entre 70 et 210 mètres de large.